# 漠滨侗族苗族乡
漠滨侗族苗族乡，是中华人民共和国湖南省怀化市会同县下辖的一个乡镇级行政单位。

## 行政区划
漠滨侗族苗族乡下辖以下地区：
漠滨村、金塘溪村、侯家坡村、金子村、白岩坡村、沙堆村、网形村、杉木坳村、洞头冲村和洞头塘村。